# Cabinet Office Briefing Room
El Cabinet Office Briefing Room (COBR, Sala de reuniones de la Oficina del Gabinete por sus siglas en inglés, también conocido  como COBRA) es el lugar donde el comité de emergencias creado por el Reino Unido se reúne ante situaciones de graves crisis de seguridad ciudadana con la finalidad de poder coordinar las acciones oportunas con los distintos órganos del Gobierno del Reino Unido, tanto si las emergencias se producen a nivel regional, nacional como el extranjero si esos tienen o pueden tener implicaciones importantes para Gran Bretaña. La constitución del mismo, comúnmente visto en los medios como "comité Cobra" por hacer referencia al lugar de reunión, depende de la naturaleza del incidente pero por lo general, la convoca el primer ministro, quien suele presidirla, aunque puede delegar su presidencia en un ministro relevante o en otro alto cargo del gobierno, según proceda, y los representantes de las organizaciones externas pertinentes, tales como la Asociación de Jefes de Policía (Association of Chief Police Officers) y el Local Government Association.

## Origen del nombre y finalidades
El término COBRA es el acrónimo de Cabinet Office Briefing Room A, debido a que por lo general, las reuniones se llevan a cabo en la sala principal, la Room A (en inglés, Sala A). Las reuniones del comité se llevan a cabo, generalmente, en uno de los edificios de oficinas en Whitehall, Londres. La salas cuentan con transmisión de vídeo y audio, además de la capacidad de mostrar toda la información de inteligencia relevante para la situación en discusión. A diferencia de la instalación estadounidense equivalente, la Sala de Situaciones de la Casa Blanca, solamente se usa durante el período de crisis concreto. 

## Activación
La primera reunión del denominado comité COBRA tuvo lugar en la década de 1970, para dar respuesta a la crisis de la huelga de los mineros y desde entonces, se han tenido que activar varias veces, destacando momentos graves como:
- 2001:  Crisis de las Vacas locas, presidido por Tony Blair.
- 2001:  Atentados del 11 de septiembre en Estados Unidos, presidido por Tony Blair.
- 2013:  Asesinato de Woolwich, presidido por David Cameron.[4]
- 2014 y 2015:  Epidemia de ébola, presidido por David Cameron.[5]
- 2015: Atentado de Susa, presidido por David Cameron.[6]
- 2015:  Atentados de París de noviembre, presidido por David Cameron.[7]
- 2016: Atentado de Niza de 2016, presidido por un asesor adjunto de seguridad nacional (a instancias de Theresa May).[8]
- 2017: Atentado de Westminster de 2017, presidida por Theresa May.[9]
- 2017: Atentado de Mánchester de 2017, presidida por Theresa May
- 2024: Disturbios del Reino Unido de 2024, presidido por Keir Starmer